# Стежна
Стежна (словац. Stežná) — річка в Словаччині, права притока Ублянки, протікає в округах Снина і Собранці.
Довжина — 10,6 км. Витік знаходиться в масиві Зовнішні Східні Карпати — на висоті 450 метрів. Впадає Ровний потік. Протікає територією сіл Руський Грабовець; Дубрава та Убля.
Впадає в Ублянку на висоті 208 метрів.